# Лижні перегони на зимових Олімпійських іграх 1976
Змагання з лижних перегонів на зимових Олімпійських іграх 1976 тривали з 5 до 14 лютого в містечку Зеефельд за 17 кілометрів від Інсбрука. Стартували та фінішували перегони на стадіоні «Ланлауфцентрум», збудованому до зимових Олімпійських ігор 1964.
У змаганнях взяли участь 165 спортсменів (114 чоловіків та 51 жінка) з 24 країн. Розіграно 7 комплектів нагород — 4 серед чоловіків (15 км, 30 км, 50 км і естафета 4×10 км) та 3 серед жінок (5 км, 10 км і естафета 4×5 км). Програма змагань порівняно з Олімпійськими іграми 1972 року в Саппоро не змінилась, за винятком жіночої естафети, що вперше в історії Олімпійських ігор відбулась за формулою 4×5 км (а не 3×5 км, як було раніше). Усі перегони, окрім естафет, були з роздільним стартом учасників.
У загальному медальному заліку в лижних перегонах найкращими стали радянські лижники, що виграли 4 золоті нагороди, 2 срібні та 4 бронзові.
Маловідомий представник США Білл Кох, виборовши срібну медаль у перегонах на 30 км, став першим в історії, й до 2018 року єдиним, американцем, що виборов олімпійську нагороду в лижних перегонах.
Жіночі перегони на 5 км увійшли в історію тим, що радянську лижницю Галину Кулакову, яка посіла в ній 3-тє місце, дискваліфікували через виявлений в її організмі заборонений препарат «ефедрин». Це була перша в історії дискваліфікація за застосування заборонених препаратів у змаганнях лижників на Олімпіадах. Було встановлено, що ефедрин потрапив в організм Кулакової через застосування нею назального спрею від застуди, і дискваліфікація була поширена лише на одні перегони. Вже в наступних перегонах на 10 км Кулакова вийшла на старт і виборола бронзову медаль.

## Чемпіони та призери

### Таблиця медалей
| Місце               | Країна              | Золото | Срібло | Бронза | Загалом |
| ------------------- | ------------------- | ------ | ------ | ------ | ------- |
| 1                   | СРСР (URS)          | 4      | 2      | 4      | 10      |
| 2                   | Фінляндія (FIN)     | 2      | 2      | 1      | 5       |
| 3                   | Норвегія (NOR)      | 1      | 1      | 0      | 2       |
| 4                   | НДР (GDR)           | 0      | 1      | 1      | 2       |
| 5                   | США (USA)           | 0      | 1      | 0      | 1       |
| 6                   | Швеція (SWE)        | 0      | 0      | 1      | 1       |
| Загалом (6 збірних) | Загалом (6 збірних) | 7      | 7      | 7      | 21      |

### Чоловіки
| Дисципліна       | Золото                                                                  | Золото     | Срібло                                                            | Срібло     | Бронза                                                              | Бронза     |
| ---------------- | ----------------------------------------------------------------------- | ---------- | ----------------------------------------------------------------- | ---------- | ------------------------------------------------------------------- | ---------- |
| 15 км            | Микола Бажуков · СРСР                                                   | 43:58.47   | Євген Бєляєв · СРСР                                               | 44:01.10   | Арто Койвісто · Фінляндія                                           | 44:19.25   |
| 30 км            | Сергій Савельєв · СРСР                                                  | 1:30:29.38 | Білл Кох · США                                                    | 1:30:57.84 | Іван Гаранін · СРСР                                                 | 1:31:09.29 |
| 50 км            | Івар Формо · Норвегія                                                   | 2:37:30.05 | Ґерт-Дітмар Клаузе · НДР                                          | 2:38:13.21 | Бенні Седергрен · Швеція                                            | 2:39:39.21 |
| естафета 4×10 км | Фінляндія (FIN) Матті Піткянен Юха Міето Пертті Теураярві Арто Койвісто | 2:07:59.72 | Норвегія (NOR) Пол Тюлдум Ейнар Саґстуен Івар Формо Одд Мартінсен | 2:09:58.36 | СРСР (URS) Євген Бєляєв Микола Бажуков Сергій Савельєв Іван Гаранін | 2:10:51.46 |

### Жінки
| Дисципліна      | Золото                                                                    | Золото     | Срібло                                                                             | Срібло     | Бронза                                                                      | Бронза     |
| --------------- | ------------------------------------------------------------------------- | ---------- | ---------------------------------------------------------------------------------- | ---------- | --------------------------------------------------------------------------- | ---------- |
| 5 км            | Хелена Такало · Фінляндія                                                 | 15:48.69   | Раїса Сметаніна · СРСР                                                             | 15:49.73   | Ніна Балдичева · СРСР                                                       | 16:12.82   |
| 10 км           | Раїса Сметаніна · СРСР                                                    | 30:13.41   | Хелена Такало · Фінляндія                                                          | 30:14.28   | Галина Кулакова · СРСР                                                      | 30:38.61   |
| естафета 4×5 км | СРСР (URS) Ніна Балдичева Зінаїда Амосова Раїса Сметаніна Галина Кулакова | 1:07:49.75 | Фінляндія (FIN) Лійса Суйкхонен Мар'ятта Кайосмаа Хількка Рійхівуорі Хелена Такало | 1:08:36.57 | НДР (GDR) Моніка Дебертсгеузер Зіґрун Краузе Барбара Пецольд Вероніка Гессе | 1:09:57.95 |

### Країни-учасниці
У змаганнях з лижних перегонів на Олімпійських іграх в Інсбруку взяли участь спортсмени 24-х країн.
- Аргентина
- Австрія
- Болгарія
- Канада
- Республіка Китай
- Чехословаччина
- НДР
- Фінляндія
- Франція
- Велика Британія
- Греція
- Ісландія
- Італія
- Японія
- Ліхтенштейн
- Норвегія
- Польща
- СРСР
- Швеція
- Швейцарія
- Туреччина
- США
- Західна Німеччина
- Югославія